# Zweefzadel

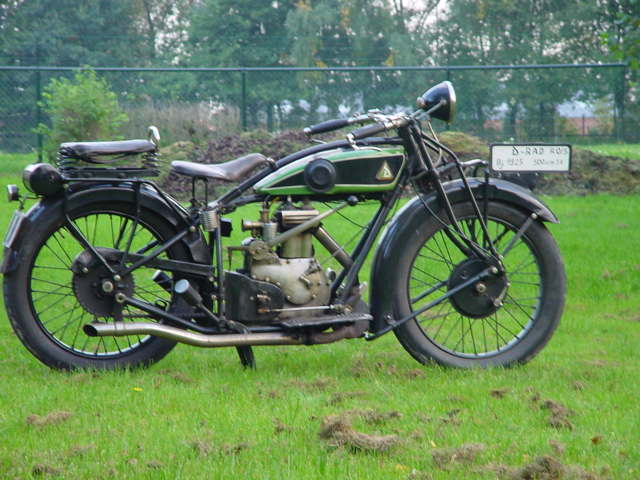
weefzadels op een D-Rad R 05 uit 1925. Het ontbreken van enige vorm van achtervering maakte deze zadels noodzakelijk

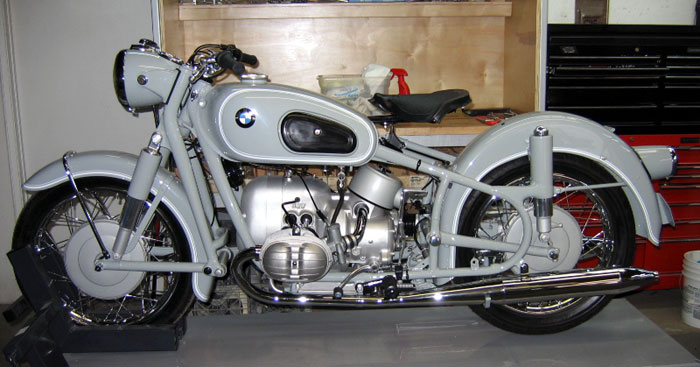
De BMW R60/2 had in 1969 nog een zweefzadel

Een zweefzadel is een aan de voorkant scharnierend opgehangen zadel van een motorfiets of scooter, waaronder een of meer veren zijn aangebracht. 
Dit was noodzakelijk in de tijd dat motorfietsen nog niet of nauwelijks geveerd waren. Met de komst van de plunjervering in de jaren dertig bleef het zweefzadel gewoon in zwang, maar toen begin jaren vijftig de swingarmvering verscheen werden de zweefzadels gaandeweg vervangen door een duozadel. Desondanks hielden sommige merken heel lang vast aan de plunjervering. BMW verving de zweefzadels pas met de komst van de /5-serie in 1969.